# Persoonia hindii
Persoonia hindii (лат.) — кустарник, вид рода Персоония (Persoonia) семейства Протейные (Proteaceae), эндемик небольшого района австралийского штата Новый Южный Уэльс около Литгоу. Кустарник с подземным столоном, из которого вырастают новые стебли, с сочными, линейными или продолговатыми листьями и тёмно-жёлтыми цветами.

## Ботаническое описание

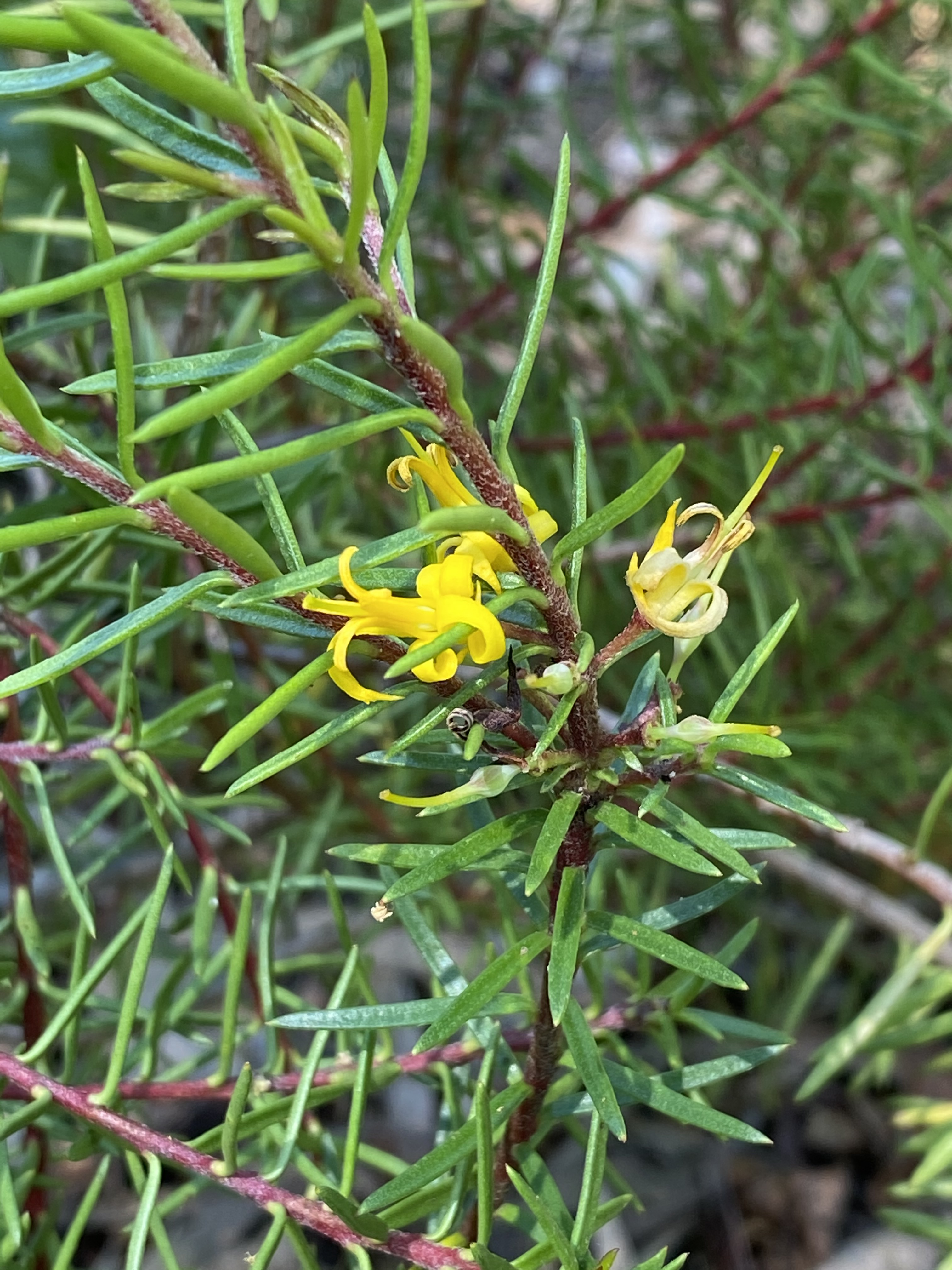
Листья и цветки (Австралийский ботанический сад в Маунт-Аннан)

Persoonia hindii — прямостоячий или раскидистый куст со множеством стеблей, которые растут из подземного столона, расположенного на глубине около 5 см под землёй. Стебли достигают высоты 0,3-1,0 м с гладкой серой корой на более старых приростах. Молодые стебли в основном тускло-красные и покрыты сероватыми волосками. Листья расположены попеременно, от линейных до продолговатых, в основном 15-27 мм в длину, 1-2 мм в ширину, сочные и более или менее полукруглые в поперечном сечении. Молодые листья слегка опушённые, но с возрастом становятся гладкими. Цветки могут быть расположены либо поодиночке, либо группами до тринадцати в пазухах листьев или на концах ветвей, с чешуйчатым листом у основания каждого цветка. Цветок находится на конце опушённой тускло-красной цветоножки длиной 2,5-5 мм. Цветок состоит из четырёх опушённых листочков околоцветника длиной 12-15 мм, сросшихся у основания, с загнутыми назад кончиками. Центральный столбик окружён четырьмя жёлтыми пыльниками, которые также соединены у основания с загнутыми назад кончиками, так что при взгляде с конца столбик напоминает крест. Завязь гладкая. Цветение происходит в основном с января по март. Плоды — тускло-зелёные костянки 8-9,5 мм в длину и около 6 мм в ширину.

## Таксономия
Вид был описан в 1997 году австралийскими ботаниками Питером Уэстоном и Лоренсом Джонсоном из Национального гербария Нового Южного Уэльса на основе образца, собранного в государственном заказнике Ньюнс. Описание опубликовано в журнале Telopea. Видовой эпитет — в честь Питера Хинда, который первым собрал этот вид в 1989 году.

## Распространение и местообитание
Persoonia hindii — эндемик австралийского штата Новый Южный Уэльс. Вид известен только по девяти популяциям в государственном заказнике Ньюнс, каждая популяция состоит от одного до небольшого количества отдельных растений. Растёт в лесах и лесных массивах, где преобладают различные виды эвкалипта.

## Охранный статус
Вид находится под угрозой из-за лесохозяйственной деятельности, добычи песка и частых пожаров и классифицируется как «находящийся под угрозой исчезновения» в соответствии с Законом правительства Нового Южного Уэльса о сохранении биоразнообразия от 2016 года.